# تحلیل حرکت لابان
سیستم تحلیل حرکت لابان، زبانی است برای توضیح، تصور، تفسیر و مستندسازی انواع حرکات در انسانها. این شیوه یکی از زمینه‌های مطالعات حرکتی لابان است که سرمنشا آن به مطالعات رودلف ون لابان برمی‌گردد و توسط بسیاری چون لیزا اولمن، ایرمگارد بارتنیف، وارن لمب و ... توسعه یافته است. علاوه بر این، بسیاری از تمرینات منتجه با تاکید بر متدهای تحلیل حرکت لابان توسعه و کشف شده‌اند.